# Platja de les Deveses (Dénia)
Les Deveses és la platja més septentrional de Dénia (Marina Alta, País Valencià) i està situada a la zona de les Marines. Té una extensió de 4,87 km. Comença en el riu Racons i marca l'inici de la Costa Blanca. Té la peculiaritat de trobar-se separada de la resta del terme de Dénia, ja que és un enclavament envoltat pels termes municipals del Verger i els Poblets.
És una platja de sorra fina daurada i dunes. En el límit amb la platja de l'Almadrava s'hi troben còdols. Compta amb instal·lacions de passarel·les, llavapeus, papereres, quiosquet, hamaques i ombres. La platja té servei de socorrisme. El vent fa que siga una platja adequada per a practicar windsurf, especialment en els mesos d'estiu, amb el vent de llebeig. També té un camp de vòlei platja.
La platja compta amb el certificat ISO 9001-2000 (gestió de qualitat) i ISO 14001 (gestió mediambiental).

## Tasques de regeneració
Gràcies a la regeneració duta terme entre els anys 2022 i 2024 s'ha augmentat l'amplària de la platja fins als 75 m. La principal causa era la regressió de la costa i la mar que s'engolia l'arena i anava llevant amplària a la platja fins que en alguns llocs l'aigua arribava a tocar murs de les cases més properes. També s'ha dut a terme una regeneració dunar en la qual s'han construït dunes per augmentar el valor paisatgístic i per protegir les cases dels temporals. S'han construït 3 esculleres: la primera a l'alçada del carrer Riu Racons, la segona al carrer Riu Grande i la tercera al carrer Riu Deva.